# Route 725 (Nouveau-Brunswick)
Pour les articles homonymes, voir Route 725.
La route 725 est une route locale du Nouveau-Brunswick située dans l'extrême sud-ouest de la province, au nord-ouest de Saint-Stephen, près de la frontière entre le Canada et les États-Unis. Elle traverse une région boisée. De plus, elle mesure 20 kilomètres, et n'est pas pavée sur ses 4 premiers kilomètres.

## Tracé
La 725 débute sur un cul-de-sac à la hauteur de la rivière Sainte-Croix, tout près de la frontière entre le Canada et les États-Unis. Elle commence par se diriger vers le sud-est pendant 4 kilomètres en étant une route de gravier, puis à Upper Little Ridge, elle croise la route 730, où elle devient pavée. Elle continue ensuite sa route vers le sud-est en suivant toujours la frontière Canado-Américaine, puis à Lower Little Ridge, elle tourne légèrement vers l'est pour se terminer à Five Corners, à la jonction des 735 et 740, tout près du nouveau tronçon de la route 1 contournant Saint-Stephen.

## Intersections principales
| route 725              |                    |    |                                             |                                                         |
| Comté                  | Location           | km | Intersection/Destinations                   | Notes                                                   |
| Comté de Charlotte     | Upper Little Ridge | 0  | cul-de-sac sur la rivière Sainte-Croix      | extrémité ouest de la 725; début de la route de gravier |
| Comté de Charlotte     | Upper Little Ridge | 4  | R-730 est, Scotch Ridge, DeWolfe            | Fin de la route de gravier                              |
| Comté de Charlotte     | Five Corners       | 20 | R-735 nord, R-740 nord, Mayfield, Heathland | extrémité est de la 725                                 |
| Gris: route de gravier |                    |    |                                             |                                                         |